# Гаоган
Гаога́н (кит. упр. 高港, пиньинь Gāogǎng) — район городского подчинения городского округа Тайчжоу провинции Цзянсу (КНР).

## История
Во времена империи Хань в 117 году до н. э. в этих местах был создан уезд Хайлин (海陵县), входящий в состав округа Линьхуай (临淮郡). В эпоху Троецарствия во время войн между царствами Вэй и У уезд Хайлин был расформирован.
После основания империи Цзинь уезд Хайлин был в 280 году образован вновь; он вошёл в состав округа Гуанлин (广陵郡). В эпоху Южных и Северных династий Хайлин был в 411 году поднят в статусе — так появился округ Хайлин (海陵郡), властям которого подчинялось 7 уездов. После основания империи Суй округ Хайлин был в 583 году расформирован.
Во времена Южной Тан в 937 году была создана область Тайчжоу (泰州), в состав которой вошло 4 уезда; власти Тайчжоу сначала разместились в уезде Жугао, но затем перебрались в уезд Хайлин.
Во времена монгольской империи Юань в состав области Тайчжоу входило всего два уезда — Хайлин и Жугао. Во времена китайской империи Мин уезд Хайлин был расформирован. Во времена маньчжурской империи Цин уезд Жугао был в 1725 году передан в состав области Тунчжоу (通州), и Тайчжоу стала «безъуездной областью» (散州). После Синьхайской революции в Китае была проведена реформа административного деления, в ходе которой области были упразднены, и в 1912 году область Тайчжоу была преобразована в уезд Тайсянь (泰县).
После того, как во время гражданской войны эти земли перешли под контроль коммунистов, 22 января 1949 года урбанизированная часть уезда Тайсянь была выделена в отдельный город Тайчжоу. В январе 1950 года был создан Специальный район Тайчжоу (泰州专区), в состав которого вошло 2 города и 9 уездов. В мае 1950 года город Тайчжоу был вновь присоединён к уезду Тайсянь, однако в октябре того же года город Тайчжоу был снова выделен из уезда Тайсянь.
В 1953 году была образована провинция Цзянсу; тогда же Специальный район Тайчжоу был расформирован, а входившие в него административные единицы перешли в состав Специального района Янчжоу (扬州专区). В 1954 году Тайчжоу стал городом провинциального подчинения, однако в 1958 году был вновь подчинён властям специального района. В 1959 году город Тайчжоу и уезд Тайсянь были объединены в уезд Тайчжоу (泰州县). В 1962 году уезд Тайчжоу был расформирован, и были вновь созданы город Тайчжоу и уезд Тайсянь.
В 1971 году Специальный район Янчжоу был переименован в Округ Янчжоу (扬州地区). В 1983 году округ Янчжоу был преобразован в городской округ Янчжоу.
В 1996 году из городского округа Янчжоу был выделен городской округ Тайчжоу; бывший город Тайчжоу стал при этом районом Хайлин в его составе.
В 1997 году из района Хайлин был выделен район Гаоган.

## Административное деление
Район делится на 4 уличных комитета и 5 посёлков.

## Экономика
В районе расположен автомобильный завод Great Wall Motors.